# إتش. أولين يونغ
إتش. أولين يونغ هو محامي وسياسي أمريكي، ولد في 4 أغسطس 1850 في نيو ألبيون في الولايات المتحدة، وتوفي في 5 أغسطس 1917. نشط حزبياً في الحزب الجمهوري. وقد انتخب عضو مجلس نواب ميشيغان ‏ وانتخب عضو مجلس النواب الأمريكي ‏.